# VK Slávia Svidník
VK Slávia Svidník – słowacki klub siatkarski ze Svidníka. Obecnie występuje w najwyższej klasie rozgrywkowej (Extralidze).

## Sukcesy
Mistrzostwo Słowacji:
- 2014
- 2011, 2013, 2018

### Polacy w zespole
| Imię i nazwisko | Lata gry  |
| --------------- | --------- |
| Jakub Bucki     | 2013/2014 |

## Kadra w sezonie 2010/2011
| Nr | Imię i nazwisko | Data ur. | Wzrost | Pozycja      |
| -- | --------------- | -------- | ------ | ------------ |
| 1  | Kamil Feňo      | 1983     | 190    | rozgrywający |
| 3  | Matej Faron     | 1989     | 200    | środkowy     |
| 4  | Jakub Bucki     | 1988     | 197    | atakujący    |
| 5  | Tomáš Gut       | 1987     | 189    | libero       |
| 6  | Pavol Barlík    | 1985     | 191    | przyjmujący  |
| 8  | Ľuboš Zavacký   | 1987     | 186    | rozgrywający |
| 9  | Peter Turlík    | 1991     | 195    | przyjmujący  |
| 10 | Ľuboš Macko     | 1989     | 198    | środkowy     |
| 12 | Juraj Drobňák   | 1989     | 194    | przyjmujący  |
| 13 | Michal Rajduga  | 1986     | 198    | przyjmujący  |
| 14 | Tomáš Skasko    | 1990     | 206    | środkowy     |
| 18 | Marek Malina    | 1988     | 190    | przyjmujący  |